# 管蕊鸢尾属
管蕊鸢尾属（学名：Solenomelus）是鸢尾科的一个属，是种开花植物。该植物原产于南美洲（阿根廷与智利）。它们与具有根茎的庭菖蒲属非常密切相关，花朵具有花被管和不分裂的花柱以及单个头状柱头。本属拉丁学名源自希腊词solen，意思是“管”和melos，意思是“成员”。

## 下属物种
本属共有2种：
- Solenomelus pedunculatus (Gillies ex Hook.) Hochr.[2] - 智利北部和中部
- Solenomelus segethi (Phil.) Kuntze[3] - 智利中部、阿根廷南部